# تاریا تورونن
تاریا تورونن (به فنلاندی: Tarja Turunen) (زاده ۱۷ اوت ۱۹۷۷) خواننده سابق گروه موسیقی نایت ویش است.
کار او در نایت ویش در سال ۱۹۹۶ شروع شد و در سال ۲۰۰۵ از گروه جدا شد. تورونن بعد از جدایی از گروه نایت ویش چهار آلبوم به صورت انفرادی منتشر کرده است.
از فیلم‌هایی که وی در آن نقش داشته است، می‌توان به سپید همچون برف اشاره کرد.

## آلبوم‌های انفرادی
- Henkäys Ikuisuudesta (به زبان فنلاندی) در سال ۲۰۰۶
- My Winter Storm در سال ۲۰۰۷
- What Lies Beneathدر سال ۲۰۱۰
- colors in the dark در سال ۲۰۱۳
- the shadow self در سال ۲۰۱۶